# Longueur électrique
Ne doit pas être confondu avec Longueur effective de l'antenne.
En génie électrique, la longueur électrique est un paramètre sans dimension égal à la longueur physique d'un conducteur électrique tel qu'un câble ou un fil, divisée par la longueur d'onde du courant alternatif à une fréquence donnée circulant dans le conducteur,,. En d'autres termes, il s'agit de la longueur du conducteur mesurée en longueurs d'onde. Elle peut également être exprimée comme un angle, en radian ou degré, égal au déphasage que subit le courant alternatif en traversant le conducteur,.
La longueur électrique est définie pour un conducteur fonctionnant à une fréquence spécifique ou à une bande étroite de fréquences. Elle est déterminée par la construction du câble, de sorte que des câbles de même longueur fonctionnant à la même fréquence peuvent avoir des longueurs électriques différentes. Un conducteur est dit « électriquement long » s'il a une longueur électrique très supérieure à un, c'est-à-dire qu'il est beaucoup plus long que la longueur d'onde du courant alternatif qui le traverse, et « électriquement court » s'il est beaucoup plus court qu'une longueur d'onde. L'allongement électrique et le raccourcissement électrique signifient l'ajout de réactance (capacitive ou inductive) à une antenne ou à un conducteur pour augmenter ou diminuer sa longueur électrique, généralement dans le but de la rendre résonante à une fréquence de résonance différente.
Ce concept est utilisé dans toute l'électronique, et en particulier dans la conception de circuits radiofréquence, les lignes de transmission et la théorie et la conception des antennes. La longueur électrique détermine le moment où les effets d'ondes deviennent importants dans un circuit. Les circuits électriques ordinaires à éléments discrets ne fonctionnent bien que pour les courants alternatifs à des fréquences pour lesquelles le circuit est électriquement petit (longueur électrique bien inférieure à un). Pour des fréquences suffisamment élevées pour que la longueur d'onde soit proche de la taille du circuit (la longueur électrique est proche de un), le modèle par blocs fonctionnels sur lequel la théorie des circuits est basée devient inexact et les techniques de ligne de transmission doivent être utilisées:p.12–14.

## Définition

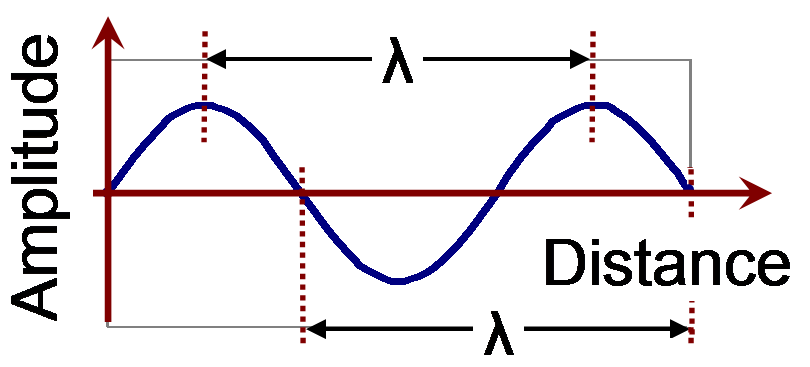
Représentation d'une longueur d'onde pour un signal sinusoïdal.

La longueur d'onde électrique est définie pour les conducteurs transportant un courant alternatif (CA) à une seule fréquence ou à une bande étroite de fréquences. Un courant électrique alternatif d'une seule fréquence {\displaystyle f} est une onde sinusoïdale oscillante qui se répète avec une période de {\displaystyle T=1/f}. Ce courant traverse un conducteur donné, tel qu'un fil ou un câble, à une vitesse de phase particulière  {\displaystyle v_{p}}. Il faut du temps pour que les portions ultérieures de l'onde atteignent un point donné du conducteur, de sorte que la distribution spatiale du courant et de la tension le long du conducteur à tout moment est une onde sinusoïdale en mouvement.  Après un temps égal à la période {\displaystyle T}, un cycle complet de l'onde a dépassé un point donné et l'onde se répète ; pendant ce temps, un point de phase constant sur l'onde a parcouru une distance de 
{\displaystyle \lambda =v_{p}.T=v_{p}/f}
Donc {\displaystyle \lambda } (en grec lambda) est la longueur d'onde de l'onde le long du conducteur, la distance entre les crêtes successives de l'onde.
La "longueur électrique" {\displaystyle G} d'un conducteur d'une longueur physique {\displaystyle l} à une fréquence donnée {\displaystyle f} est le nombre de longueurs d'onde ou de fractions de longueur d'onde de l'onde le long du conducteur ; en d'autres termes, la longueur du conducteur mesurée en longueurs d'onde,,
{\displaystyle \quad {\text{Longueur électrique}}\,G={l.f \over v_{p}}={l \over \lambda }={{\text{Longueur physique}} \over {\text{Longueur d'onde}}}\quad }
La vitesse de phase {\displaystyle v_{p}} à laquelle les signaux électriques se déplacent le long d'une ligne de transmission ou d'un autre câble dépend de la construction de la ligne. Par conséquent, la longueur d'onde {\displaystyle \lambda } correspondant à une fréquence donnée varie selon les différents types de lignes. Ainsi, à une fréquence donnée, différents conducteurs de la même longueur physique peuvent avoir des longueurs électriques différentes.

### Définition du déphasage
Dans les applications de radiofréquence, lorsqu'un retard est introduit à cause d'un conducteur, c'est souvent le déphasage {\displaystyle \phi }, la différence de phase de l'onde sinusoïdale entre les deux extrémités du conducteur, qui est important. La longueur d'une onde sinusoïdale est généralement exprimée comme un angle, en unités de degrés (avec 360° dans une longueur d'onde) ou de radians (avec 2π radians dans une longueur d'onde). La longueur électrique peut donc être exprimée comme un angle qui est le déphasage de l'onde entre les extrémités du conducteur,, :
{\displaystyle \phi =360^{\circ }{l \over \lambda }\,{\text{(en degrés)}}}
{\displaystyle \quad =2\pi {l \over \lambda }\,{\text{(en radians)}}}

### Signification
La longueur électrique d'un conducteur détermine quand les effets d'ondes (déphasage le long du conducteur) sont importants:p.12-14. Si la longueur électrique {\displaystyle G} est très inférieure à un, c'est-à-dire que la longueur physique d'un conducteur est très inférieure à la longueur d'onde, disons moins d'un dixième de la longueur d'onde ({\displaystyle l<\lambda /10}), on dit qu'il est électriquement court. Dans ce cas, la tension et le courant sont approximativement constants le long du conducteur, qui agit donc comme un simple connecteur qui transfère le courant alternatif avec un déphasage négligeable. Dans la théorie des circuits, les fils de connexion entre les composants sont généralement supposés être électriquement courts. Le modèle de bloc fonctionnel de composants discrets n'est donc valable pour le courant alternatif que lorsque le circuit est "électriquement petit", bien plus petit qu'une longueur d'onde:p.12-14,. Lorsque la longueur électrique est proche ou supérieure à un, un conducteur présente une réactance, une inductance ou une capacité significative, en fonction de sa longueur. La théorie des circuits simples est donc inadéquate et les techniques de ligne de transmission (le modèle à éléments distribués) doivent être utilisées.

### Coefficient de vélocité
Dans le vide, une onde électromagnétique (onde radio) se déplace à la vitesse de la lumière {\displaystyle v_{p}=c=} 2,9979×108 mètres par seconde, et très proche de cette vitesse dans l'air, de sorte que la longueur d'onde en « espace libre » de l'onde est {\displaystyle \lambda _{\text{0}}=c/f} (dans cet article, les variables d'espace libre sont distinguées par un indice 0). Ainsi, une longueur physique {\displaystyle l} d'une onde radio dans l'espace ou dans l'air a une longueur électrique de :
{\displaystyle G_{\text{0}}={l \over \lambda _{\text{0}}}={l.f \over c}} longueurs d'onde.
Dans le système international d'unités SI, le vide possède une permittivité {\displaystyle \epsilon _{\text{0}}=} 8,854×10−12 F/m (farad par mètre) et une perméabilité magnétique {\displaystyle \mu _{\text{0}}=} 1,257×10−6 H/m (henry par mètre). Ces constantes universelles déterminent la vitesse de la lumière, :
{\displaystyle c={1 \over {\sqrt {\epsilon _{\text{0}}\mu _{\text{0}}}}}}

Circuit équivalent d'une ligne de transmission sans perte. et représentent l'inductance et la capacité par unité de longueur d'une petite section de ligne.

Dans un câble électrique, pour qu'un cycle du courant alternatif se déplace sur une distance donnée le long de la ligne, il faut du temps pour charger la capacité entre les conducteurs, et la vitesse de variation du courant est ralentie par l'inductance en série des fils. Cela détermine la vitesse de phase {\displaystyle v_{p}} à laquelle l'onde se déplace le long de la ligne. Dans les câbles et les lignes de transmission, un signal électrique se déplace à une vitesse déterminée par la capacité  parallèle (ou de shunt) effective {\displaystyle C} et de l'inductance en série {\displaystyle L} par unité de longueur de la ligne de transmission
{\displaystyle v_{p}={1 \over {\sqrt {LC}}}}
Certaines lignes de transmission sont constituées uniquement de conducteurs métalliques nus ; si elles sont éloignées d'autres matériaux à haute permittivité, leurs signaux se propagent à une vitesse très proche de celle de la lumière, {\displaystyle c}. Dans la plupart des lignes de transmission, la construction matérielle de la ligne ralentit la vitesse du signal, qui se propage donc à une vitesse de phase réduite.
{\displaystyle v_{p}=\kappa .c}
où {\displaystyle \kappa } (kappa) est un nombre sans dimension compris entre 0 et 1 appelé le coefficient de vélocité (en) (VF), caractéristique du type de ligne, égal au rapport entre la vitesse du signal dans la ligne et la vitesse de la lumière,,.
La plupart des lignes de transmission contiennent un matériau diélectrique (isolant) qui remplit tout ou partie de l'espace entre les conducteurs. La permittivité {\displaystyle \epsilon } ou "constante diélectrique" de ce matériau augmente la capacité distribuée {\displaystyle C} dans le câble, ce qui réduit le facteur de vitesse en dessous de l'unité. Si la ligne contient un matériau à forte perméabilité magnétique ({\displaystyle \mu }), tel que l'acier ou le ferrite, qui augmente l'inductance distribuée {\displaystyle L}, il peut également réduire {\displaystyle \kappa }, mais ce n'est presque jamais le cas. Si tout l'espace autour des conducteurs de la ligne de transmission contenant les champs proches était rempli d'un matériau de permittivité {\displaystyle \epsilon } et de perméabilité {\displaystyle \mu }, la vitesse de phase sur la ligne serait :
{\displaystyle \;\;v_{p}={1 \over {\sqrt {\epsilon \mu }}}\;}
La permittivité effective {\displaystyle \epsilon } et la perméabilité {\displaystyle \mu } par unité de longueur de la ligne sont souvent données sous forme de constantes sans dimension ; permittivité relative : {\displaystyle \epsilon _{\text{r}}} et perméabilité relative : {\displaystyle \mu _{\text{r}}} égales au rapport de ces paramètres par rapport aux constantes universelles {\displaystyle \epsilon _{\text{0}}} et {\displaystyle \mu _{\text{0}}}.
{\displaystyle \epsilon _{\text{r}}={\epsilon  \over \epsilon _{\text{0}}}\qquad \mu _{\text{r}}={\mu  \over \mu _{\text{0}}}}
la vitesse de phase est donc
{\displaystyle v_{\text{p}}={1 \over {\sqrt {\epsilon \mu }}}={1 \over {\sqrt {\epsilon _{\text{0}}\epsilon _{\text{r}}\mu _{\text{0}}\mu _{\text{r}}}}}=c{1 \over {\sqrt {\epsilon _{\text{r}}\mu _{\text{r}}}}}}
Le coefficient de vélocité de la ligne est donc le suivant :
{\displaystyle \kappa ={v_{p} \over c}={1 \over {\sqrt {\epsilon _{\text{r}}\mu _{\text{r}}}}}}
Dans de nombreuses lignes, seule une fraction de l'espace entourant la ligne est occupée par un diélectrique solide. Avec seulement une partie du champ électromagnétique effectuée par le diélectrique, il y a moins de réduction de la vitesse de l'onde. Dans ce cas, on peut calculer une "permittivité effective" {\displaystyle \epsilon _{\text{eff}}} qui, si elle remplissait tout l'espace autour de la ligne, donnerait la même vitesse de phase. Il s'agit d'une moyenne pondérée de la permittivité relative de l'espace libre, de l'unité et de celle du diélectrique :
{\displaystyle \epsilon _{\text{eff}}=(1-F)+F\epsilon _{\text{r}}}
où le "facteur de remplissage" F exprime la proportion effective de l'espace autour de la ligne occupée par le diélectrique.
Dans la plupart des lignes de transmission, il n'y a pas de matériaux à haute perméabilité magnétique, donc {\displaystyle \mu =\mu _{\text{0}}} et {\displaystyle \mu _{\text{r}}=1} et donc 
{\displaystyle \;\;\kappa ={1 \over {\sqrt {\epsilon _{\text{eff}}}}}\;}  (pas de matériaux magnétiques)
Comme les ondes électromagnétiques se déplacent plus lentement dans la ligne que dans l'espace libre, la longueur d'onde de la ligne de transmission {\displaystyle \lambda } est plus courte que la longueur d'onde de l'espace libre par le facteur kappa : {\displaystyle \lambda =v_{\text{p}}/f=\kappa .c/f=\kappa .\lambda _{\text{0}}}.
Par conséquent, une ligne de transmission d'une longueur donnée {\displaystyle l} contient plus de longueurs d'onde que la même longueur d'onde dans l'espace libre, de sorte que la longueur électrique d'une ligne de transmission est plus longue que la longueur électrique d'une onde de même fréquence dans l'espace libre.
{\displaystyle \;G={l \over \lambda }={l \over \kappa .\lambda _{\text{0}}}={l.f \over \kappa .c}\;}

## Lignes de transmission
| Type de ligne                                                  |  | Coefficient de vélocité κ | Vitesse du signal en cm par ns |
| -------------------------------------------------------------- |  | ------------------------- | ------------------------------ |
| Ligne bifilaire, diélectrique : air                            |  | 0,95                      | 29                             |
| Ligne parallèle, diélectrique : polyéthylène (Ligne bifilaire) |  | 0,85                      | 28                             |
| Câble coaxial, diélectrique : polyéthylène                     |  | 0,66                      | 20                             |
| Paire torsadée, CAT-5                                          |  | 0,64                      | 19                             |
| Stripline (en)                                                 |  | 0,50                      | 15                             |
| Ligne microruban                                               |  | 0,50                      | 15                             |

Un câble électrique ordinaire suffit à transporter un courant alternatif lorsque le câble est électriquement court ; la longueur électrique du câble est petite par rapport à un, c'est-à-dire lorsque la longueur physique du câble est petite par rapport à une longueur d'onde, disons {\displaystyle l<\lambda /10}.
Lorsque la fréquence devient suffisamment élevée pour que la longueur du câble devienne une fraction significative d'une longueur d'onde, {\displaystyle l>\lambda /10}, les fils et câbles ordinaires deviennent de mauvais conducteurs de courant alternatif:p.12-14. Les discontinuités d'impédance au niveau de la source, de la charge, des connecteurs et des interrupteurs commencent à réfléchir les ondes électromagnétiques du courant vers la source, créant des goulets d'étranglement qui font que toute la puissance n'atteint pas la charge. Les fils ordinaires agissent comme des antennes, rayonnant la puissance dans l'espace sous forme d'ondes radio, et dans les récepteurs radio, ils peuvent également capter des interférences électromagnétiques (RFI).
Pour atténuer ces problèmes, à ces fréquences, on utilise plutôt une ligne de transmission. Une ligne de transmission est un câble spécialisé conçu pour transporter du courant électrique de fréquence radio. La caractéristique d'une ligne de transmission est qu'elle est construite de manière à avoir une impédance caractéristique constante sur toute sa longueur et à travers les connecteurs et les commutateurs, afin d'éviter les réflexions. Cela signifie également que le courant alternatif se déplace à une vitesse de phase constante sur toute sa longueur, alors que dans un câble ordinaire, la vitesse de phase peut varier. Le coefficient de célérité {\displaystyle \kappa } dépend des détails de la construction et est différent pour chaque type de ligne de transmission. Toutefois, le facteur de vitesse approximatif pour les principaux types de lignes de transmission est indiqué dans le tableau.
La longueur électrique est largement utilisée avec une aide graphique appelée diagramme de Smith pour résoudre les calculs de lignes de transmission. Un diagramme de Smith comporte une échelle autour de la circonférence du diagramme circulaire, graduée en longueurs d'onde et en degrés, qui représente la longueur électrique de la ligne de transmission.
L'équation de la tension en fonction du temps le long d'une ligne de transmission avec une charge adaptée, de sorte qu'il n'y a pas de puissance réfléchie, est la suivante :
{\displaystyle v(x,t)=V_{\text{p}}\cos(\omega t-\beta x)}
où
{\displaystyle V_{\text{p}}} est la tension de crête le long de la ligne
{\displaystyle \omega =2\pi f=2\pi /T} est la pulsation du courant alternatif en radians par seconde
{\displaystyle \beta =2\pi /\lambda } est le nombre d'onde, égal au nombre de radians de l'onde dans un mètre
{\displaystyle x} est la distance le long de la ligne
{\displaystyle t} est le temps
Dans une ligne de transmission adaptée, le courant est en phase avec la tension, et leur rapport est l'impédance caractéristique {\displaystyle Z_{\text{0}}} de la ligne :
{\displaystyle i(x,t)={v(x,t) \over Z_{\text{0}}}={V_{\text{p}} \over Z_{\text{0}}}\cos(\omega t-\beta x)={V_{\text{p}} \over Z_{\text{0}}}\cos \omega (t-x/\kappa c)}

## Antennes

Une antenne dipôle demi-onde montrant les ondes stationnaires de la tension (rouge) et du courant (bleu) sur l'antenne. L'antenne est résonante à la fréquence à laquelle la longueur électrique est égale à.

Une classe importante d'antennes radio est l'antenne en éléments minces dans laquelle les éléments rayonnants sont des fils ou des tiges conducteurs. Ces antennes comprennent les antennes monopôles et les antennes dipôles, ainsi que les antennes basées sur ces dernières, telles que l'antenne fouet, l'antenne en T, le antenne mât (en), l'antenne Yagi, l'antenne log-périodique et l'antenne tourniquet (en). Il s'agit d'antennes résonantes, dans lesquelles les courants électriques de fréquence radio vont et viennent dans les conducteurs de l'antenne, se réfléchissant aux extrémités.
Si les tiges de l'antenne ne sont pas trop épaisses (ont un rapport longueur/diamètre suffisamment important), le courant qui les parcourt est proche d'une onde sinusoïdale, de sorte que le concept de longueur électrique s'applique également à ces antennes. Le courant se présente sous la forme de deux ondes progressives sinusoïdales dirigées de manière opposée, qui se réfléchissent sur les extrémités et interfèrent pour former des ondes stationnaires. La longueur électrique d'une antenne, comme celle de l'antenne, est égale à la longueur de l'onde sinusoïdale. La longueur électrique d'une antenne, comme une ligne de transmission, est sa longueur en longueurs d'onde du courant sur l'antenne à la fréquence de fonctionnement,,,:p.91-104. La fréquence de résonance, le diagramme de rayonnement et l'impédance (en) du point de commande d'une antenne ne dépendent pas de sa longueur physique mais de sa longueur électrique. Un élément d'antenne mince est résonant aux fréquences auxquelles l'onde de courant stationnaire a un nœud (zéro) aux extrémités (et dans les monopôles un ventre (maximum) au niveau du plan de masse). Une antenne dipôle est résonante aux fréquences auxquelles sa longueur électrique est une demi-longueur d'onde ({\displaystyle \lambda /2,\phi =180^{\circ }\;{\text{ou}}\ ;\pi \;{\text{radians}}}) ou un multiple de cette longueur d'onde. Une antenne monopole est résonante aux fréquences pour lesquelles sa longueur électrique est un quart de longueur d'onde ({\displaystyle \lambda /4,\phi =90^{\circ }\;{\text{ou}}\ ;\pi /2\;{\text{radians}}}) ou un multiple de cette longueur d'onde.
La fréquence de résonance est importante parce qu'aux fréquences auxquelles l'antenne est résonante, l'impédance d'entrée (en) qu'elle présente à sa ligne d'alimentation est purement résistive. Si la résistance de l'antenne est adaptée à l'impédance caractéristique de la ligne d'alimentation, elle absorbe toute la puissance qui lui est fournie, alors qu'à d'autres fréquences, elle présente une réactance électrique et réfléchit une partie de la puissance le long de la ligne vers l'émetteur, ce qui provoque des ondes stationnaires (rapport d'ondes stationnaires élevé) sur la ligne d'alimentation. Étant donné que seule une partie de la puissance est rayonnée, cela entraîne un manque d'efficacité et peut éventuellement entraîner une surchauffe de la ligne ou de l'émetteur. Par conséquent, les antennes d'émission sont généralement conçues pour être résonantes à la fréquence d'émission ; et si elles ne peuvent pas être fabriquées à la bonne longueur, elles sont "allongées électriquement" ou "raccourcies" pour être résonantes (voir ci-dessous).

### Effets de terminaison

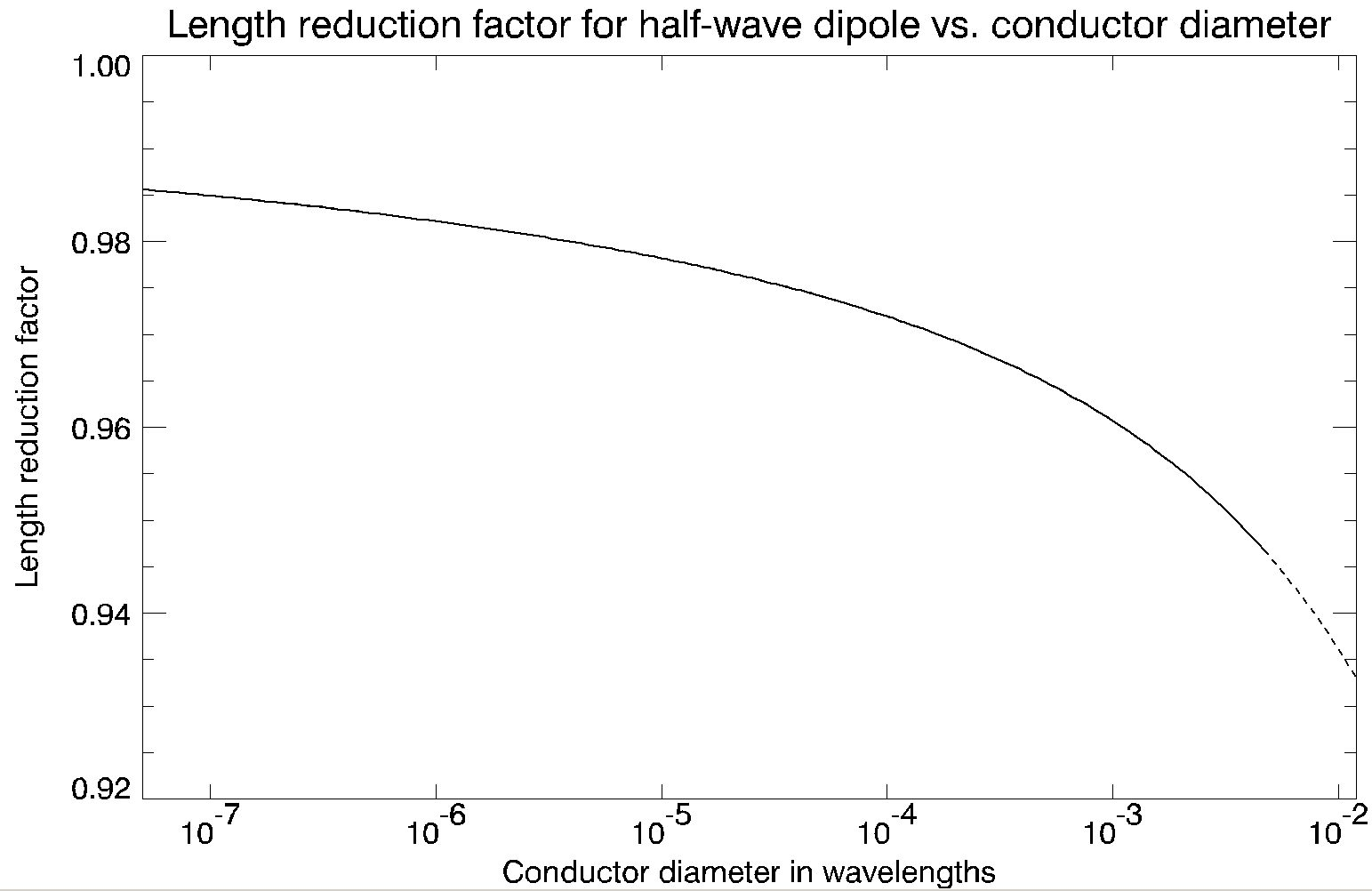
Facteur de réduction de la longueur physique d'un dipôle résonant à partir d'une longueur électrique d'une demi-longueur d'onde en fonction de l'épaisseur de l'élément.

Une antenne à éléments minces peut être considérée comme une ligne de transmission dont les conducteurs sont séparés
, de sorte que les champs électriques et magnétiques en champ proche s'étendent plus loin dans l'espace que dans une ligne de transmission, dans laquelle les champs sont principalement confinés à proximité des conducteurs. Près des extrémités des éléments de l'antenne, le champ électrique n'est pas perpendiculaire à l'axe du conducteur comme dans une ligne de transmission, mais s'étend en éventail (champ frangeant). En conséquence, les sections d'extrémité de l'antenne ont une capacité accrue, stockant plus de charge, de sorte que la forme d'onde du courant s'écarte d'une onde sinusoïdale à cet endroit, diminuant plus rapidement vers les extrémités. Lorsqu'on l'approxime comme une onde sinusoïdale, le courant n'est pas tout à fait nul aux extrémités ; les nœuds de l'onde stationnaire, au lieu de se trouver aux extrémités de l'élément, se situent un peu au-delà des extrémités. La longueur électrique de l'antenne est donc supérieure à sa longueur physique.
La longueur électrique d'un élément d'antenne dépend également du rapport longueur/diamètre du conducteur,,,. Lorsque le rapport entre le diamètre et la longueur d'onde augmente, la capacité augmente, de sorte que le nœud se produit plus loin au-delà de l'extrémité, et la longueur électrique de l'élément augmente,. Lorsque les éléments deviennent trop épais, la forme d'onde du courant devient significativement différente d'une onde sinusoïdale, de sorte que le concept entier de longueur électrique n'est plus applicable, et le comportement de l'antenne doit être calculé par des programmes informatiques de simulation électromagnétique (en) tels que NEC.
Comme pour une ligne de transmission, la longueur électrique d'une antenne est augmentée par tout ce qui ajoute une capacité en dérivation ou une inductance en série, comme la présence d'un matériau diélectrique à haute permittivité autour de l'antenne. Dans les antennes microruban (en) qui sont fabriquées sous forme de bandes métalliques sur des cartes de circuit imprimé, la constante diélectrique de la carte de substrat augmente la longueur électrique de l'antenne. La proximité de la terre ou d'un plan de masse, un revêtement diélectrique sur le conducteur, des tours mises à la terre à proximité, des éléments structurels métalliques, des haubans et la capacité des isolants supportant l'antenne augmentent également la longueur électrique.
Ces facteurs, appelés "effets de terminaison", font que la longueur électrique d'un élément d'antenne est un peu plus longue que la longueur de la même onde dans l'espace libre. En d'autres termes, la longueur physique de l'antenne à la résonance sera un peu plus courte que la longueur de résonance en espace libre (une demi-longueur d'onde pour un dipôle, un quart de longueur d'onde pour un monopôle),. En règle générale, pour une antenne dipôle typique, la longueur de résonance physique est environ 5 % plus courte que la longueur de résonance en espace libre,.

### Allongement et raccourcissement électriques
Dans de nombreuses circonstances, pour des raisons pratiques, il est peu pratique ou impossible d'utiliser une antenne de longueur résonante. Une antenne de longueur non résonante à la fréquence de fonctionnement peut être rendue résonante en ajoutant une réactance, une capacité ou une inductance, soit dans l'antenne elle-même, soit dans un réseau d'adaptation entre l'antenne et sa ligne d'alimentation. Une antenne non résonante apparaît à son point d'alimentation électriquement équivalente à une résistance en série avec une réactance. L'ajout d'une réactance de type égal mais opposé en série avec la ligne d'alimentation annulera la réactance de l'antenne ; la combinaison de l'antenne et de la réactance agira comme un circuit résonant en série, de sorte qu'à sa fréquence de fonctionnement, son impédance d'entrée sera purement résistive, ce qui lui permettra d'être alimentée efficacement à un faible ROS sans réflexions.
Dans une application courante, une antenne monopôle dont la longueur électrique est inférieure à un quart d'onde ({\displaystyle \lambda /4}), ou une antenne dipôle dont la longueur est inférieure à une demi-longueur d'onde ({\displaystyle \lambda /2}) aura une réactance capacitive. L'ajout d'une inductance (bobine de fil), appelé bobine de charge, au point d'alimentation en série avec l'antenne, avec une réactance inductive égale à la réactance capacitive de l'antenne à la fréquence de fonctionnement, annulera la capacité de l'antenne, de sorte que la combinaison de l'antenne et de la bobine sera résonante à la fréquence de fonctionnement. Une antenne dont la longueur est inférieure à la longueur de résonance est dite "électriquement courte", et comme l'ajout d'une inductance équivaut à augmenter la longueur électrique, cette technique est appelée "allongement électrique" de l'antenne. C'est la technique habituelle pour adapter une antenne d'émission électriquement courte à sa ligne d'alimentation, de sorte qu'elle puisse être alimentée efficacement. Toutefois, une antenne électriquement courte qui a été allongée de cette manière a toujours le même diagramme de rayonnement ; elle ne rayonne pas autant de puissance et a donc un gain inférieur à celui d'une antenne de taille normale.
Inversement, une antenne plus longue que la longueur de résonance à sa fréquence de fonctionnement, telle qu'un monopôle plus long qu'un quart de longueur d'onde mais plus court qu'une demi-longueur d'onde, aura une réactance inductive. Celle-ci peut être annulée en ajoutant un condensateur de réactance égale mais opposée au point d'alimentation pour rendre l'antenne résonante. C'est ce qu'on appelle "raccourcir électriquement" l'antenne.

### Propriétés de mise à l'échelle des antennes
Deux antennes qui présentent une similitude (copies à l'échelle l'une de l'autre), alimentées à des fréquences différentes, auront la même résistance de rayonnement et le même diagramme de rayonnement et alimentées avec une puissance égale rayonneront la même densité de puissance dans n'importe quelle direction si elles ont la même longueur électrique à la fréquence de fonctionnement ; c'est-à-dire, si leurs longueurs sont dans la même proportion que les longueurs d'onde,:p.12-14 :
{\displaystyle {l_{\text{1}} \over l_{\text{2}}}={\lambda _{\text{1}} \over \lambda _{\text{2}}}={f_{\text{2}} \over f_{\text{1}}}}
Cela signifie que la longueur d'antenne nécessaire pour un gain d'antenne donné varie en fonction de la longueur d'onde (inversement à la fréquence), ou, de manière équivalente, que l'ouverture (en) varie en fonction du carré de la longueur d'onde.

### Antennes électriquement courtes
Un conducteur électriquement court, beaucoup plus court qu'une longueur d'onde, est un élément rayonnant inefficace pour les ondes électromagnétiques. Lorsque la longueur d'une antenne est inférieure à sa longueur de résonance fondamentale (une demi-longueur d'onde pour une antenne dipôle et un quart de longueur d'onde pour un monopôle), la résistance de rayonnement que l'antenne présente à la ligne d'alimentation diminue avec le carré de la longueur électrique, c'est-à-dire le rapport entre la longueur physique et la longueur d'onde, {\displaystyle (l/\lambda )^{2}}. Par conséquent, les autres résistances de l'antenne, la résistance ohmique des éléments métalliques de l'antenne, le système de mise à la terre s'il existe, et la bobine de charge, dissipent une fraction croissante de la puissance de l'émetteur sous forme de chaleur. Une antenne monopôle dont la longueur électrique est inférieure à 0,05{\displaystyle \lambda } ou 18° a une résistance de rayonnement inférieure à un ohm, ce qui la rend très difficile à piloter.
Un deuxième inconvénient est que, puisque la réactance capacitive de l'antenne et la réactance inductive de la bobine de charge requise ne diminuent pas, le facteur Q de l'antenne augmente ; elle se comporte électriquement comme un circuit accordé à Q élevé. Par conséquent, la  bande passante de l'antenne diminue avec le carré de la longueur électrique, ce qui réduit le débit de données pouvant être transmis. Aux fréquences VLF, même les énormes antennes filaires surchargées qui doivent être utilisées ont des largeurs de bande de seulement ~10 hertz, ce qui limite le débit de données qui peut être transmis.

## Régimes de l'électromagnétisme
Le domaine de l'électromagnétisme est l'étude des champs électriques, champs magnétiques, charges électriques, courants électriques et ondes électromagnétiques. L'électromagnétisme classique repose sur la résolution des équations de Maxwell. Ces équations sont mathématiquement difficiles à résoudre dans leur généralité, c'est pourquoi des méthodes approximatives ont été développées pour les situations où la longueur électrique de l'appareil est très courte ({\displaystyle G\ll 1}) ou très longue ({\displaystyle G\gg 1}). L'électromagnétisme est divisé en trois régimes ou domaines d'étude en fonction de la longueur électrique de l'appareil, c'est-à-dire la longueur physique {\displaystyle l} de l'appareil comparée à la longueur d'onde {\displaystyle \lambda =c/f} des ondes:p.21,,,. Des appareils complètement différents sont utilisés pour conduire et traiter les ondes électromagnétiques dans ces différentes gammes de longueurs d'onde
- {\displaystyle \lambda \gg l}, Théorie des circuits : Lorsque la longueur d'onde des oscillations électriques est beaucoup plus grande que la taille physique du circuit ({\displaystyle G\ll 1}), disons {\displaystyle \lambda >50.l}[26], l'action se produit dans le champ proche.   La phase des oscillations et donc le courant et la tension peuvent être considérés comme constants sur la longueur des fils de connexion. En outre, peu d'énergie est rayonnée sous forme d'ondes électromagnétiques, la puissance rayonnée par un conducteur en tant qu'antenne est proportionnelle à la longueur électrique au carré {\displaystyle (l/\lambda )^{2}=G^{2}}. L'énergie électrique reste donc dans les fils et les composants sous forme de champ proche électrique et de champ magnétique quasi-statiques (en). Par conséquent, l'approximation du modèle de bloc fonctionnel peut être utilisée et les courants électriques oscillant à ces fréquences peuvent être traités par des circuits électriques constitués de composants électroniques groupés tels que des résistances, des condensateurs, des inductances, des transformateurs, des transistors et des circuits intégrés reliés par des fils ordinaires. Mathématiquement, les équations de Maxwell se réduisent à la théorie des circuits (lois de Kirchhoff).
- {\displaystyle \lambda \approx l}, modèle à éléments distribués (théorie des micro-ondes) : Lorsque la longueur d'onde des ondes est du même ordre de grandeur que la taille de l'équipement ({\displaystyle G\approx 1}), comme c'est le cas dans la partie micro-ondes du spectre, des solutions complètes des équations de Maxwell doivent être utilisées. À ces fréquences, les fils sont remplacés par des lignes de transmission et des guides d'ondes et les éléments isolés sont remplacés par des stubs résonants (en), des iris et des résonateurs à cavité. Souvent, un seul mode (en) (modèle d'onde) se propage dans l'appareil, ce qui simplifie les mathématiques. Une modification de la théorie des circuits appelée modèle à éléments distribués peut souvent être utilisée, dans laquelle les objets étendus sont considérés comme des circuits électriques dont la capacité, l'inductance et la résistance sont distribuées sur toute leur longueur. Une aide graphique appelée diagramme de Smith est souvent utilisée pour analyser les lignes de transmission.
- {\displaystyle \lambda \ll l}, optique : Lorsque la longueur d'onde de l'onde électromagnétique est beaucoup plus petite que la taille physique de l'équipement qui la manipule ({\displaystyle G\gg 1}), disons {\displaystyle \lambda <l/50}, la majeure partie du trajet des ondes se situe dans le champ lointain. Dans le champ lointain, les champs électriques et magnétiques ne peuvent être séparés mais se propagent ensemble sous la forme d'une onde électromagnétique. Contrairement aux micro-ondes, le nombre de mode (en) se propageant est généralement élevé. Étant donné qu'une petite partie de l'énergie est stockée dans les champs électriques ou magnétiques quasi-statiques (en) (induction) à la surface des limites entre les milieux (appelés onde évanescente en optique), les concepts de tension, de courant, de capacité et d'inductance ont peu de sens et ne sont pas utilisés, et le milieu est caractérisé par son indice de réfraction {\displaystyle \nu =c/v_{\text{p}}={\sqrt {\epsilon _{\text{r}}\mu _{\text{r}}}}}, l'absorption, la permittivité {\displaystyle \epsilon }, la perméabilité {\displaystyle \mu }, et la dispersion. À ces fréquences, les ondes électromagnétiques sont manipulées par des éléments optiques tels que les lentilles, les miroirs, les prismes, les filtres optiques et les réseaux de diffraction. Les équations de Maxwell peuvent être approximées par les équations de l'optique géométrique.

Historiquement, la théorie des circuits électriques et l'optique se sont développées comme des branches distinctes de la physique jusqu'à ce que, à la fin du XIXe siècle, la théorie électromagnétique de James Clerk Maxwell et la découverte par Heinrich Hertz que la lumière était une onde électromagnétique unifient ces domaines en tant que branches de l'électromagnétisme.

## Définition des variables
| Symbole                                | Unité            | Définition |
| -------------------------------------- | ---------------- | --- |
| {\displaystyle \beta }                 | mètre−1          | Nombre d'onde d'une onde dans un conducteur {\displaystyle =2\pi /\lambda }                                          |
| {\displaystyle \epsilon }              | farad / mètre    | Permittivité linéique par unité de longueur du diélectrique d'un câble                                               |
| {\displaystyle \epsilon _{\text{0}}}   | farad / mètre    | Permittivité du vide, une constante physique                                                                         |
| {\displaystyle \epsilon _{\text{eff}}} | farad / mètre    | Permittivité relative linéique par unité de longueur d'un câble                                                      |
| {\displaystyle \epsilon _{\text{r}}}   | aucun            | Permittivité relative du diélectrique d'un câble                                                                     |
| {\displaystyle \kappa }                | aucun            | Coefficient de vélocité du courant dans un câble {\displaystyle =v_{p}/c}                                            |
| {\displaystyle \lambda }               | mètre            | Longueur d'onde d'une onde dans un conducteur                                                                        |
| {\displaystyle \lambda _{\text{0}}}    | mètre            | Longueur d'onde des ondes radio dans le vide                                                                         |
| {\displaystyle \mu }                   | henry / mètre    | Perméabilité magnétique effective par mètre de câble                                                                 |
| {\displaystyle \mu _{\text{0}}}        | henry / mètre    | Perméabilité du vide, une constante physique                                                                         |
| {\displaystyle \mu _{\text{r}}}        | aucun            | Perméabilité relative du diélectrique dans un câble                                                                  |
| {\displaystyle \nu }                   | aucun            | Indice de réfraction du matériau diélectrique                                                                        |
| {\displaystyle \pi }                   | aucun            | Constante = 3,14159                                                                                                  |
| {\displaystyle \phi }                  | radian ou degré  | Déphasage du courant entre les extrémités du conducteur                                                              |
| {\displaystyle \omega }                | radian / seconde | Fréquence angulaire du courant alternatif {\displaystyle =2\pi /f}                                                   |
| {\displaystyle c}                      | mètre / seconde  | Vitesse de la lumière dans le vide                                                                                   |
| {\displaystyle C}                      | farad / mètre    | Capacité électrique de shunt par unité de longueur du conducteur                                                     |
| {\displaystyle f}                      | hertz            | Fréquence des ondes radiophoniques                                                                                   |
| {\displaystyle F}                      | aucun            | Le facteur de remplissage d'une ligne de transmission, c'est-à-dire la fraction de l'espace remplie de diélectrique. |
| {\displaystyle G}                      | aucun            | Longueur électrique du conducteur                                                                                    |
| {\displaystyle G_{\text{0}}}           | aucun            | Longueur électrique d'une onde électromagnétique de longueur l en espace libre                                       |
| {\displaystyle l}                      | mètre            | Longueur du conducteur                                                                                               |
| {\displaystyle L}                      | henry / mètre    | Inductance linéique par unité de longueur du conducteur                                                              |
| {\displaystyle T}                      | seconde          | Période des ondes radioélectriques                                                                                   |
| {\displaystyle t}                      | seconde          | Temps |
| {\displaystyle v_{p}}                  | mètre / seconde  | Vitesse de phase du courant dans un conducteur                                                                       |
| {\displaystyle x}                      | mètre            | Distance le long du conducteur                                                                                       |